# Living in a World
«Living in a World» —en castellano: «Viviendo en un mundo»— es una canción interpretada por la banda alemana de heavy metal Axxis.  Fue compuesta por Bernhard Weiss y Walter Pietsch.  Aparece originalmente en el álbum Kingdom of the Night, lanzado en 1989 por EMI Music.

## Lanzamiento
Este tema fue publicado como el primer sencillo de Kingdom of the Night en formato de disco de vinilo y CD en 1989.  Fue producido por Weiss, Pietsch y Rolf Kanekamp. El número de canciones difiere según el formato,  pues en el vinilo se enlistaron dos canciones más: «Young Souls» y «Kings Made of Steel», mientras que en el disco compacto se excluye la última.

## Lista de canciones
Todos los temas fueron escritos por Bernhard Weiss y Walter Pietsch.

### Vinilo de doce pulgadas
| Cara A |                                         |          |  |
| N.º    | Título                                  | Duración |  |
| 1.     | «Living in a World» (versión extendida) | 5:00     |  |

| Cara B |                       |          |  |
| N.º    | Título                | Duración |  |
| 2.     | «Young Souls»         | 3:16     |  |
| 3.     | «Kings Made of Steel» | 3:31     |  |
| 11:47  |                       |          |  |

### Disco compacto
| Cara A |                                         |          |  |
| N.º    | Título                                  | Duración |  |
| 1.     | «Living in a World» (versión extendida) | 5:00     |  |
| 2.     | «Young Souls»                           | 3:16     |  |
| 8:16   |                                         |          |  |

## Créditos

### Axxis
- Bernhard Weiss — voz principal y guitarra rítmica
- Walter Pietsch — guitarra líder y coros
- Werner Kleinhans — bajo
- Richard Michalski — batería y coros

### Músico adicional
- Tobias Becker — teclados